# Petroleumkoks

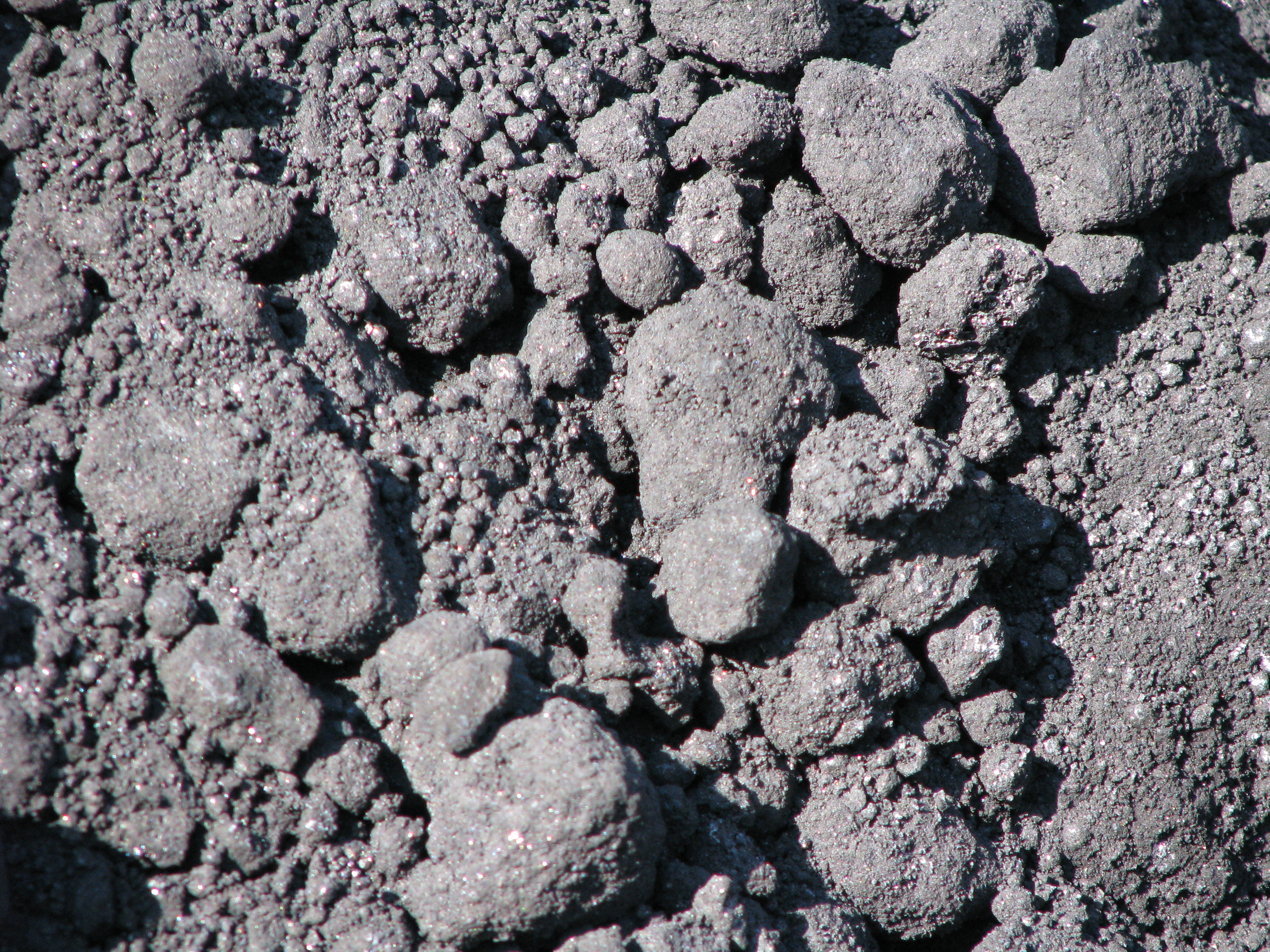
Petroleumkoks

Petroleumkoks, förkortat koks, petkoks eller petkoks, är ett slutligt kolrikt fast material som härrör från oljeraffinering och är en typ av den grupp av bränslen som kallas koks. Petkoks är koks som i synnerhet kvarstår i en slutlig krackningsprocess – en termobaserad kemiteknisk process som delar upp långkedjiga kolväten av petroleum i kortare kedjor – som uppkommer i enheter som kallas koksenheter. (Andra typer av koks härrör från kol.) Kort sagt är koks "förkolningsprodukten av högkokande kolvätefraktioner som erhålls vid petroleumbearbetning (tunga rester)". Petkoks produceras också i produktionen av syntetisk råolja (syncrude) från bitumen utvunnet från Kanadas tjärsand och från Venezuelas Orinoco oljesand.
I petroleumkoksenheter behandlas restoljor från andra destillationsprocesser som används vid petroleumraffinering vid hög temperatur och högt tryck som kvarlämnar petkoks efter att gaser och flyktiga ämnen har drivits bort och kvarvarande lätta och tunga oljor separeras. Dessa processer benämns "koksningsprocesser" och använder vanligtvis kemitekniska anläggningsoperationer för den specifika processen med fördröjd koksning.

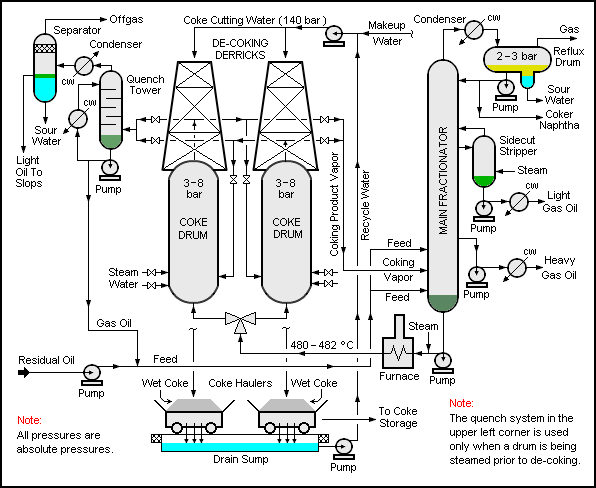
Enhet för fördröjd koksning. Ett schematiskt flödesdiagram av en sådan enhet, där restolja kommer in i processen längst ned till vänster (se →), fortsätter via pumpar till huvudfraktioneringsanordningen (hög kolumn till höger), vars återstod, visas i grönt, pumpas via en ugn in i kokstrummorna (två kolumner till vänster och mitt) där den slutliga förkolningen sker, vid hög temperatur och högt tryck, i närvaro av vattenånga.

Denna koks kan antingen vara av bränslekvalitet (hög svavelhalt och metaller) eller anodkvalitet (låg halt av svavel och metaller). Den råa koksen direkt ur kokaren kallas ofta för grön koks.I detta sammanhang betyder "grön" obearbetad. Den vidare bearbetningen av grön koks genom kalcinering i en roterugn tar bort kvarvarande flyktiga kolväten från koksen. Den brända petroleumkoksen kan vidarebearbetas i en anodbakugn för att framställa anodkoks med önskad form och fysikaliska egenskaper. Anoderna används främst inom aluminium- och stålindustrin.
Petkoks innehåller över 80 procent kol och släpper ut 5 till 10 procent mer koldioxid (CO2) än kol per energienhet när det förbränns. Eftersom petkoks har ett högre energiinnehåll släpper petkoks ut mellan 30 och 80 procent mer CO2 än kol per viktenhet. Skillnaden mellan kol och koks i CO2-produktion per producerad energienhet beror på fukten i kolet, vilket ökar CO2-värdet per energienhet – förbränningsvärme – och på de flyktiga kolvätena i kol och koks som minskar CO2-värdet per energienhet. energienhet.

## Typer
Det finns minst fyra grundläggande typer av petroleumkoks: nålkoks, bikakekoks, svampkoks och koks. Olika typer av petkoks har olika mikrostrukturer på grund av skillnader i processvariabler och råvarans natur. Betydande skillnader kan också observeras i egenskaperna hos de olika typerna av koks, särskilt vad gäller innehållet av aska och flyktiga ämnen.
Nålkoks, även kallad nålformig koks, är en högkristallin petroleumkoks som används vid tillverkning av elektroder till stål- och aluminiumindustrin och är särskilt värdefull eftersom elektroderna måste bytas ut regelbundet. Nålkoks framställs uteslutande av antingen flytande katalytisk krackning (FCC), dekanteringsolja eller stenkolstjärebeck.
Bikakekoks är en mellankoks, med ellipsoida porer som är jämnt fördelade. Jämfört med nålkoks har bikakekoks en lägre termisk expansionskoefficient och en lägre elektrisk ledningsförmåga.

## Sammansättning
Petkoks, förändrad genom kalcineringsprocessen som det värms upp av, eller raffinerad råkoks, eliminerar mycket av komponenten i råmaterialet. Vanligtvis släpper petkoks vid raffinering inte ut tungmetallerna som flyktiga ämnen eller utsläpp.
Beroende på vilken petroleumråvara som används kan andelen kol i petkoks vara så hög som 98-99 procent. Detta skapar en kolbaserad förening som innehåller väte i koncentrationer mellan 3,0 – 4,0 procent. Rå (eller grön) koks innehåller mellan 0,1 – 0,5 procent kväve och 0,2 – 6,0 procent svavel som blir utsläpp när koks kalcineras.
| Komponent               | Rå (grön) koks |
| ----------------------- | -------------- |
| Kol (wt%)               | 80 - 95        |
| Väte (wt%)              | 3,0 – 4,5      |
| Kväve (wt%)             | 0,1 – 0,5      |
| Svavel (wt%)            | 0,2 – 6,0      |
| Flyktigt material (wt%) | 5,0 - 15       |
| Ånga (wt%)              | 0,5 - 10       |
| Aska (wt%)              | 0,1 – 1,0      |
| Densitet (wt%)          | 1,2 – 1,6      |
| Tungmetaller (ppm. wt)  |                |
| Aluminium               | 15 - 100       |
| Bor                     | 0,1 - 15       |
| Kalcium                 | 25 - 500       |
| Krom                    | 5 - 50         |
| Kobolt                  | 10 - 60        |
| Järn                    | 50 - 5000      |
| Mangan                  | 2 - 100        |
| Magnesium               | 10 - 250       |
| Molybden                | 10 - 20        |
| Nickel                  | 10 - 500       |
| Kalium                  | 20 - 50        |
| Kisel                   | 50 - 600       |
| Natrium                 | 40 - 70        |
| Titan                   | 2 - 60         |
| Vanadin                 | 5 - 500        |

Genom termisk bearbetning reduceras sammansättningens vikt med det flyktiga materialet och svavel som släpps ut. Denna process slutar i bikakepetkoks som enligt namnet är en solid kolstruktur med håligheter.
| Komponent               | Petkoks (Kalcinerad @ 2 375 °F = 1 300 °C) |
| ----------------------- | ------------------------------------------ |
| Kol (wt%)               | 98,0 – 99,5                                |
| Väte (wt%)              | 0,1                                        |
| Kväve (wt%)             |                                            |
| Svavel (wt%)            |                                            |
| Flyktigt material (wt%) | 0,2 – 0,8                                  |
| Ånga (wt%)              | 0,1                                        |
| Aska (wt%)              | 0,02 – 0,7                                 |
| Densitet (wt%)          | 1,9 – 2,1                                  |
| Tungmetaller (ppm. wt)  |                                            |
| Aluminium               | 15 - 100                                   |
| Bor                     | 0,1 - 15                                   |
| Kalcium                 | 25 - 500                                   |
| Krom                    | 5 - 50                                     |
| Kobolt                  | 10 - 60                                    |
| Järn                    | 50 - 5000                                  |
| Mangan                  | 2 - 100                                    |
| Magnesium               | 10 - 250                                   |
| Molybden                | 10 - 20                                    |
| Nickel                  | 10 - 500                                   |
| Kalium                  | 20 - 50                                    |
| Kisel                   | 50 - 600                                   |
| Natrium                 | 40 - 70                                    |
| Titan                   | 2 - 60                                     |
| Vanadin                 | 5 - 500                                    |